# Kötelezettségvállalás közérdekű célra
A kötelezettségvállalás közérdekű célra  a magyar polgári törvénykönyv XXXVI. címe 

## Története
Már az 1959. évi polgári törvénykönyv is ismerte, de egyoldalú jognyilatkozatként kezelte a kötelezettség-vállalást közérdekű célra. Az L. fejezet tartalmazta, amelynek címe: „A díjkitűzés. Kötelezettségvállalás közérdekű célra.”
Magánszemély, jogi személy és jogi személyiséggel nem rendelkező gazdasági társaság írásban kötelezettséget vállalhat arra, hogy általa meghatározott közérdekű célra ingyenesen vagyoni szolgáltatást teljesít. A szolgáltatás ingyenességét nem érinti az olyan kikötés, amely meghalt személy emlékével kapcsolatos, és amelynek teljesítése vagyoni szolgáltatással is jár.
A kötelezett megállapíthatja azokat a feltételeket, amelyek szerint a szolgáltatást a meghatározott célra kell fordítani; feltételként lehet kikötni azt is, hogy a szolgáltatásnak a meghatározott célra való fordítása a kötelezett nevének feltüntetésével történjék.
A kötelezett kijelölheti azt a személyt, akinek javára a szolgáltatást fordítani kell.
Ptk. 594. § (1) Ha a kötelezett nem jelölte ki azt a szervet, amely a szolgáltatást a meghatározott célra fordítja, annak kijelöléséről az ügyész keresete alapján a bíróság határoz.
Ha a kijelölt szerv a szolgáltatást nem fordítja a meghatározott célra, az ebből eredő igények érvényesítésére az ügyész is jogosult.
Az egyszeri szolgáltatásra irányuló kötelezettségvállalást csak a teljesítés előtt és csak akkor lehet vissza-vonni, ha a kötelezettség elvállalása után a kötelezett körülményeiben olyan lényeges változás állott be, hogy a teljesítés tőle többé el nem várható.
A határozatlan időre szóló, rendszeres szolgáltatásra irányuló kötelezettségvállalást a kötelezett bármikor visszavonhatja. Ha jogszabály másként nem rendelkezik, a már teljesített szolgáltatás visszakövetelésének nincs helye.
A kötelezettség megszűnik a kötelezett halálával, továbbá ha az a cél, amelyre a szolgáltatást fordítani kell, megvalósult, vagy megvalósítása többé nem lehetséges.
Ha a kötelezettség a cél megvalósulása vagy meghiúsulása miatt szűnt meg, a fel nem használt szolgáltatásokat a kötelezett részére vissza kell szolgáltatni.

## Fogalma
Ha valaki kötelezettséget vállal arra, hogy általa meghatározott közérdekű célra ingyenesen vagyoni szolgáltatást teljesít, megállapíthatja azokat a feltételeket, amelyek szerint a szolgáltatást a meghatározott célra kell fordítani, és kijelölheti azt a személyt, akinek javára a szolgáltatást fordítani kell.

## Szerv kijelölése
Ha a kötelezett nem jelölte ki azt a szervet, amely a szolgáltatást a meghatározott célra fordítja, annak kijelöléséről az ügyész keresete alapján a bíróság határoz. Ha a kijelölt szerv a szolgáltatást nem fordítja a meghatározott célra, az ebből eredő igények érvényesítésére az ügyész is jogosult.

## A kötelezettségvállalás visszavonása
Az egyszeri szolgáltatásra irányuló kötelezettségvállalást érvényesen a teljesítés előtt lehet visszavonni, ha a kötelezettség elvállalása után a kötelezett körülményeiben olyan lényeges változás állott be, hogy a kötelezettségvállalás teljesítése többé el nem várható.
A határozatlan időre szóló, rendszeres szolgáltatásra irányuló kötelezettségvállalást a kötelezett bármikor visszavonhatja.
(3) A kötelezettségvállalás visszavonása esetén a már teljesített szolgáltatás visszakövetelésének nincs helye.

## A kötelezettség megszűnése
A kötelezettség megszűnik
a) a kötelezett halálával;
b) a kötelezettségvállalás céljának megvalósulásával; vagy
c) a kötelezettségvállalás céljának lehetetlenné válásával.
Ha a kötelezettség a cél megvalósulása vagy lehetetlenné válása miatt szűnt meg, a fel nem használt szolgáltatásokat a kötelezett részére vissza kell szolgáltatni.